# 난주 (태국)
난 주(태국어: น่าน)는 태국 북부에 있는 주(창왓)의 하나이다. 우따라딧 주, 프래 주, 파야우 주와 인접한다. 북쪽과 동쪽은 라오스의 사이냐불리 주와 접한다.

## 지리
주는 삼림으로 덮인 산에 둘러싸인 난강의 외딴 계곡에 위치하고 있다. 현내 최고봉의 산은 푸아 군의 도아푸카 산(해발 2079m)으로, 난의 북동쪽, 라오스와의 국경 부근에 위치한다.

## 역사
난은 외딴 곳이었기 때문에 독립된 왕국이었고 다른 나라와의 교류가 적었다. 믕푸아를 중심으로 한 최초의 왕국이 13세기 후반에 세워졌다. 통치자인 푸카 왕조는 비엔티안의 설립자와 관계가 있었지만 동쪽과 서쪽보다는 남쪽으로의 접근이 쉬웠기 때문에 수코타이 왕국과 관계를 맺게 되었다. 14세기에 수도는 현재의 난으로 이전되었다.
15세기에 수코타이 왕조가 쇠퇴하면서 란나타이 왕국의 속국이 되었다. 1443년에 난의 깬타오 왕은 이웃한 파야오를 점령할 계획을 세웠고 거짓으로 베트남의 군대가 난을 공격해왔다며 띠로까라즈 왕에게 도움을 요청했다. 깬타오는 파야오의 왕을 죽였으나 띠로카라즈의 군대는 난을 공격해 1449년에 점령하였다.
란나타이가 버마족이 지배를 받게 되었을 때 난은 몇 차례 독립을 시도했지만 실패하였고 결국 1714년에 버마족의 직접 통치를 받게 되었다. 1788년에 버마족의 지배자는 철수하였지만 난은 새로운 시암의 지배자를 받아들여야 했다. 1893년의 파크남 위기 후에 시암은 난 동부의 광대한 영토를 프랑스령 인도차이나에 주어야만 했다.
난은 시암의 지배자로부터 어느 정도의 독립을 유지했지만 1931년에 완전히 태국에 통합되어 그 주가 되었다. 1980년대 초 이전까지 태국 인민해방군(PLAT)와 같은 무장 집단의 게릴라 활동이 주의 큰 문제였다. 이들은 주로 밤중에 건설중인 고속도로를 파괴했다. 군대의 도움과 정치의 안정화로 주의 상황은 상당히 개선되었다.

## 인구
인구의 10.5%가 산악소수민족이다.

## 행정 구역
난에는 15개의 암프(군)와 더 세부 행정구역인 99개의 땀본 그리고 848개의 무반 (행정 구역)이 있다.
| 1. 므앙난군 2. 매차림군 3. 반루앙군 4. 나노이군 5. 푸아군 6. 타왕파군 7. 위앙사군 8. 퉁창군 | 1. 치앙끌랑군 2. 나무엔군 3. 산티숙군 4. 보끌르아군 5. 송쾌군 6. 푸피앙군 7. 찰름프라끼앗군 |

## 같이 보기
- 난 나콘 공항